# Zeeland van A tot Z

## A
Aagtekerke -
Aagtekerkse Molen -
Molen van Aalbregtse -
Aardbeieneiland -
Aardenburg -
Aardenburg (gemeente) -
Abdij van Middelburg -
Abdijtoren -
Absdale -
Adriaanpolder -
Aeolus (Dreischor) -
Aeolus (Wemeldinge) -
Akkerput -
Jacob Algera -

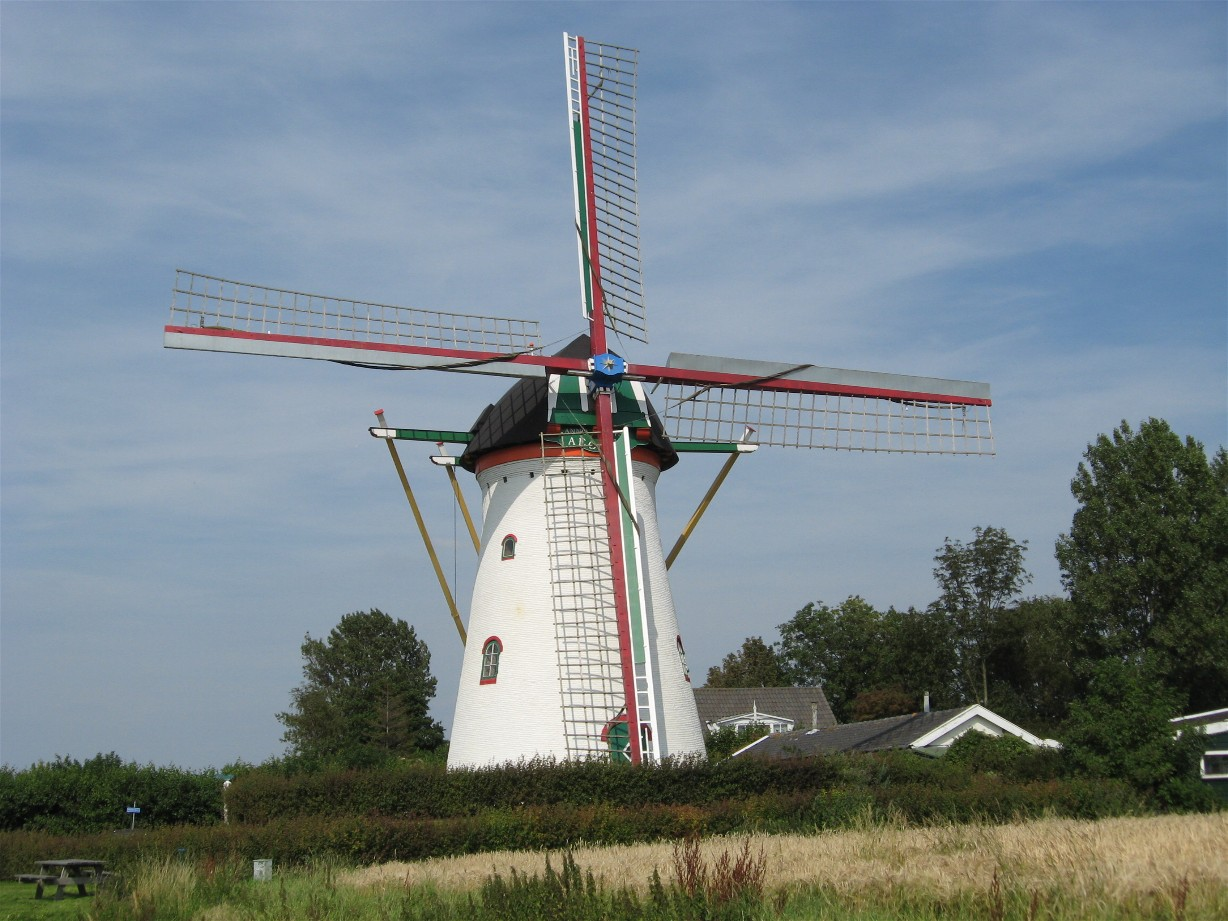
Aeolus (Dreischor)

Al te Kleinpolder (Noord-Beveland) -
Anna-Frisopolder -
Anna Jacobapolder -
Arnemuiden -
Arneplaat -
D'Arke -
Het Arsenaal -
AV'56 -
Axel -
Axelse klederdracht

## B
Baalhoek -
Baarland -
Baarsdorp -
Jan Peter Balkenende -
Badpaviljoen -
Bakkersdam -
Balhofstede -
Bath -
Bathse spuisluis -
't Beest -
Beleg van Hulst (1591) -
Beleg van Hulst (1596) -
Beleg van Hulst (1645) -
Beleg van Middelburg (1572-1574) -
Beleg van Zierikzee (1303-1304) -
Belfort -
Berdelingebuurte -
Berg van Troje -
Beschermde stads- en dorpsgezichten in Zeeland -
Biervliet -
Biezelinge -
Biezen
Biggekerke -
Bisdom Middelburg -
Blauwewijk -
De Blazekop -
Bloemdijken van Zuid-Beveland -
BLØF -
Bloois -
Boerengat (Terneuzen) -
Boerenhol -
Boerenmagazijn -
Bolus -
Bommenede -
Bontekoe -
Borsele (gemeente) -
Borssele (dorp) -
Boschdorp -
Boschkapelle -
Boterbabbelaar -
Bouchauterhaven -
Braakman -
De Brak -
Brassers Molen -
De Brede Watering van Zuid-Beveland -
Breskens -
Brigdamme -
Brijdorpe -
Brouwersdam -
Brouwershaven -
Brouwershaven (gemeente) -
Brouwerssluis -
Bruinisse -
Buiten Verwachting -
Burgemeesters van Borsele -
Burgerzeeuws -
Burgh -
Burgh-Haamstede -
Burghsluis -
Buttinge -
Buys Ballot College

## C
Cadzand -
Cadzandse klederdracht - 
Cadzand-Bad -
Calvijn College -
Camperlandpolder -
Canisvliet -
Canon van Zeeland -
Capelle (Schouwen-Duiveland) -
Jacob Cats -
Christelijke Scholengemeenschap Walcheren -
Clinge -
Colijnsplaat -
Honoré Colsen -
COVRA

## D

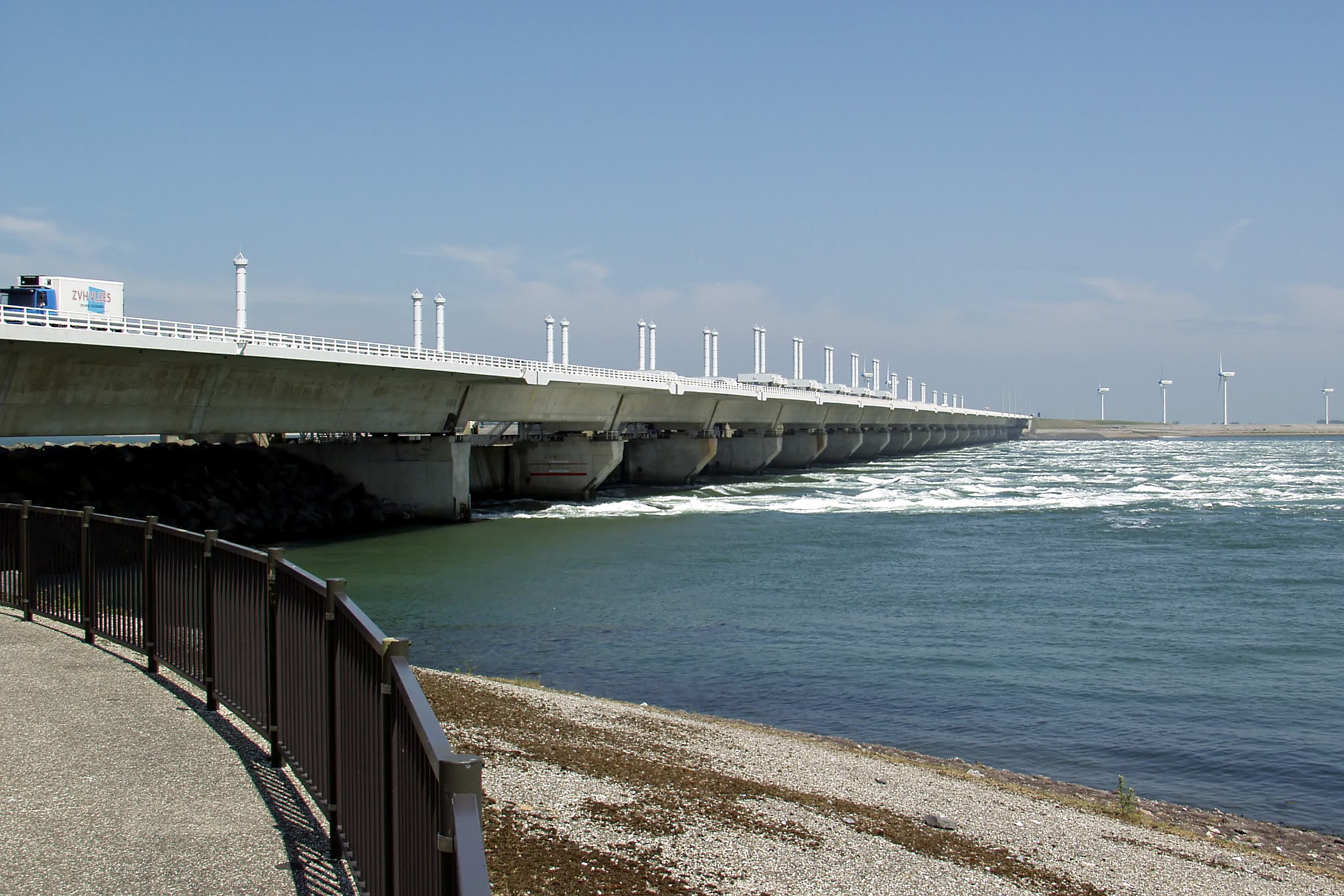
Oosterscheldekering (Deltawerken)

Johan Hendrik van Dale -
Damen Schelde Naval Shipbuilding -
Delingsdijk -
DELTA -
Deltawerken -
Deltapad -
Departement Zeeland -
Dishoek -
Domburg -
Dow Chemical -
Dreischor -
Draaibrug -
Drie Hoefijzers -
Drieschouwen -
Driewegen (Biervliet) -
Driewegen (Borsele) -
Duiveland (voormalig eiland) -
Duiveland (gemeente) -
Duivendijke -
Duivenhoek

## E
Eben Haëzer -
Eede -
Eede (rivier) -
De Eek -
Eendragt
Het Eiland -
Eiland van Cadzand - 
Eindewege -
Elderschans -
Elkerzee -
Ellemeet -
Ellewoutsdijk -
Emmadorp -
Nicolaas Everaerts -
Eversdijk

## F
Film by the Sea -
Fontein ter nagedachtenis aan Elisabeth Wolff en Agatha Deken - 
Het Fort -
Fort Berchem -
Fort Ellewoutsdijk -
Fort Ferdinandus -
Fort Rammekens -
Four Freedoms Award -
Frederikspolder (Kats) -
Fruitteeltmuseum

## G
Gaaibollen -
Galgepolder -
Ganuenta -
Gapinge -
Geersdijk -
Geersdijkpolder -
Gentsevaart -
Goedleven -
Goes -
Goes (gemeente) -
Burgemeesters van Goes -
Goese Meer -
Goese Sas -
Goese Schans -
Goese Polder -
Gorefest -
Gouwe -
Graafschap Vlaanderen -
Graafschap Zeeland -
De Graanhalm (Burgh-Haamstede) -
De Graanhalm (Gapinge) -
Graauw -
Graszode (Borsele) -
's-Gravenpolder -
Grenslandpad -
Grevelingendam -
Grevelingenmeer -
Grevelingensluis -
Griete -
Grijpskerke -
De Groe -
Groede -
Groenendijk -
Groot-Abeele -
Groote Gat (Oostburg) -
Groote Gat (Sint Kruis) -
Grote of Maria Magdalenakerk -
Grote Kerk (Veere)

## H
Haamstede -
De Haan -
De Haas (Oud-Sabbinge) -
Den Haas (Zierikzee) -
Halfeind -
Halte Baarland -
Halte Borssele Steiger -
Halte Borsselsche Dijk -
Halte Perponcherpolder -
Hansweert -
Hansweert-Walsoorden -
Haringvreter -
De Harmonie -
Hasjesstraat -
Hazelarenhoek -
Hedwigepolder - 
's-Heer Abtskerke -
's-Heer Arendskerke -
's-Heerenhoek -
's-Heer Hendrikskinderen -
Heer Jansz. c.a. -
Heer-Janszpolder ('s-Gravenpolder) -
Heer-Janszpolder (Wissenkerke) -
Heikant -
Heille -
Heinkenszand -
Hellegat (Zeeuws-Vlaanderen) - 
Hellegatsdam -
Hengstdijk -
't Hert -
Hervormde kerk (Kapelle) -
Hervormde kerk (Nisse) -
Hervormde kerk (Scherpenisse) -
Historisch Museum De Bevelanden -
De Hoed -
Hoedekenskerke -
Hoefkesdijk -
Hoek -
HSV Hoek -
Hoek van de Dijk -
Hogeschool Zeeland -
Hollandsche hoeve -
Holleken -
Honte -
Hontenisse -
Hoofdplaat -
Hoogelande -
Hoogeweg -
De Hoop (Hoofdplaat) -
De Hoop (Middelburg) -
De Hoop (Sint Philipsland) -
De Hoop (Tholen) -
De Hoop (Wemeldinge) -
De Hoop (Wolphaartsdijk) -
De Hoop (Zierikzee) -
De Hoop & Verwachting -
HSV Hoek -
Huis Windenburg -
Hulst (gemeente) -
Hulst (stad) -
Burgemeesters van Hulst -
Hulster klederdracht - 
Hulsters Molen

## I
Reptielenzoo Iguana -
Het ijdele melkmeisje - 
IJzendijke -
IJzendijksche Stoomtramweg Maatschappij -
Inter Scaldes -
Internationale polders -
Isabellahaven -
Isabellakanaal

## J
Jacobapolder -
De Jager -
't Jagertje -
Jan III van Renesse -
De Jonge Johannes -
Jonkvrouw Annapolder -
Joodse begraafplaats (Goes) - 
Joodse begraafplaatsen (Middelburg) - 
Joodse begraafplaatsen (Vlissingen) -
Joodse begraafplaats (Zierikzee)

## K
Kaloot -
Kalverdijk -
Kampen -
Kamperhoek -
Kamperland -
Kanaal door Walcheren -
Kanaal door Zuid-Beveland -
Kanaal Gent-Terneuzen -
Kanaal Goes - Goese Sas -
Kapel Onze-Lieve-Vrouw ter Eecken -
Kapelle (Zeeland) -
Kapelle (gemeente) -
Kapellebrug -
Kapitalendam -
Kasteel van Sluis -
Kats -
Katseveer - 
Katspolder (Noord-Beveland) -
Kattendijke -
Keeten -
Keizerrijk -
Kerkwerve -
Kernenergiecentrale Borssele -
Ketelaarstraat -
Kiekendiefpad -
Kijkuit -
Klaaskinderkerke -
Klakbaan -
Klein-Brabant -
Kleverskerke -
Kloetinge -
Vv Kloetinge -
Kloetingse Molen -
De klok van Arnemuiden -
Kloosterzande -
Kloveniersdoelen -
De Knapaf -
Knol -
Knooppunt De Poel -
Knooppunt Hellegatsplein -
Knuitershoek -
De Koe -
Koepoort (Middelburg) -
Koewacht -
Koezand -
De Koning (molen) -
Koninginnehaven -

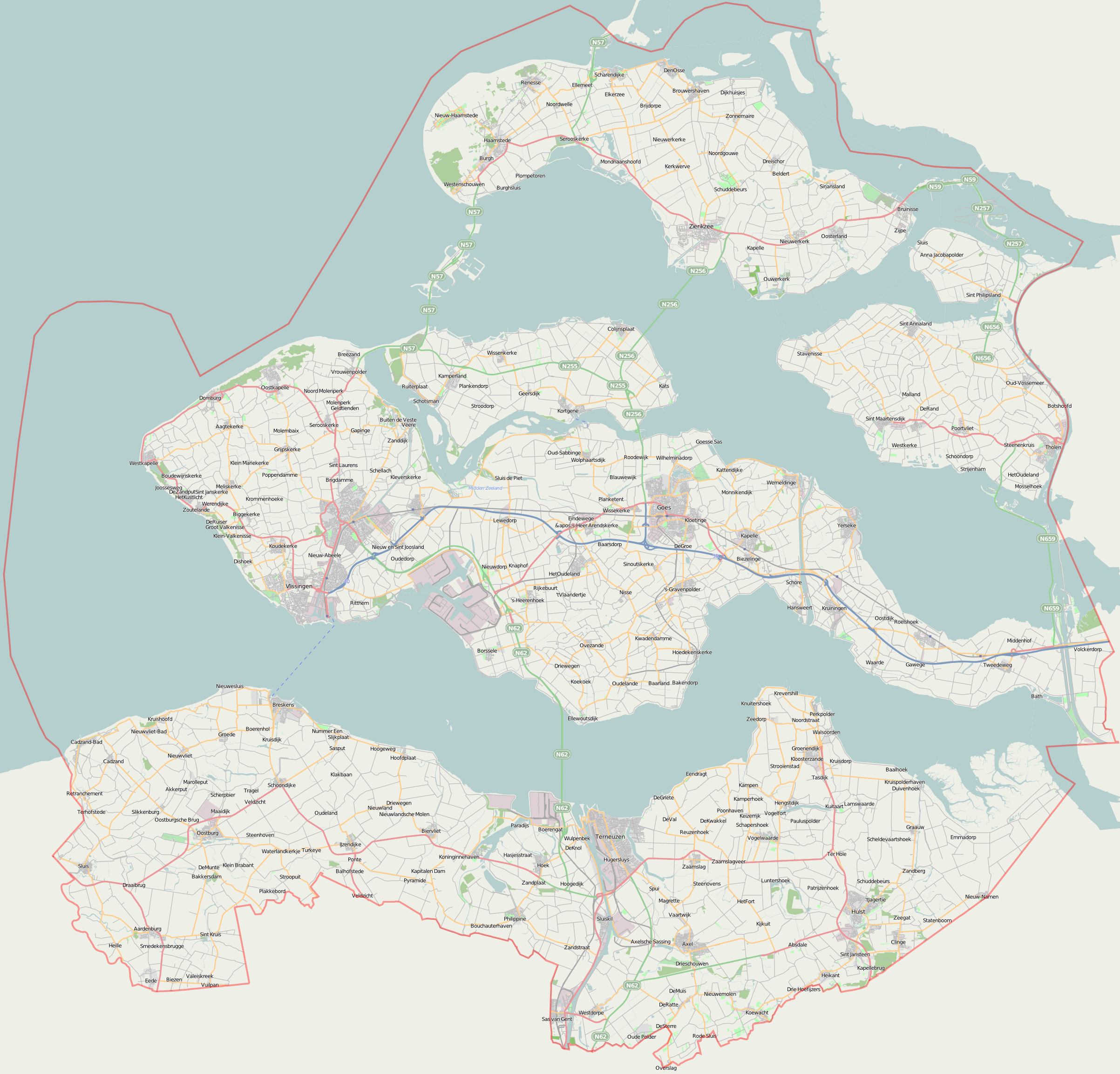
Kaart van Zeeland

Koninklijk Zeeuwsch Genootschap der Wetenschappen -
Koninklijke Harmonie Ons Genoegen - 
Koorkerk -
De Koornbloem -
De Korenaar -
De Korenbloem (Scherpenisse) -
De Korenbloem (Zonnemaire) -
De Korenhalm -
Kortgene -
Koudekerke (Schouwen-Duiveland) -
Koudekerke (Walcheren) -
De Koutermolen -
Krabbendijke -
Krabbenhoek -
Krabbenkreek -
Krabbenkreekdam -
Krammer -
Kreekrakdam -
Kreekraksluizen -
Kreverhille -
De Kromme Watergang - 
Krommenhoeke -
Kruiningen -
Kruisdijk -
Kruisdorp -
Kruishoofd -
Kruispad -
Kruispolderhaven -
Kuitaart -
Kunstkring het Zuiden - 
Kwadendamme -
Kwakkel

## L
Lamswaarde -
Land & Zeezicht -
Land van Axel -
Landzigt (Wissenkerke) -
Langeweegje -
Ledeltheater -
Leendert Abrahampolder -
De Lelie (Elkerzee) -
De Lelie (Koudekerke) -
Lewedorp -
Lijst van beelden in Zeeland (provincie)  - 
Lijst van burgemeesters van Schouwen-Duiveland -
Lijst van burgemeesters van Sluis -
Lijst van burgemeesters van Terneuzen -
Lijst van burgemeesters van Vlissingen -
Lijst van burgemeesters van Zierikzee -
Lijst van Joodse begraafplaatsen in Zeeland - 
Lijst van steden en dorpen in Zeeland -
Lijst van vliedbergen -
Lijst van voormalige gemeenten in Zeeland -
Lijst van voormalige spoorwegstations in Zeeland -
Lijst van windmolens in Zeeland -
Linie van Axel I -
Linie van Axel II -
Linie van Cantelmo -
Linie van Oostburg -
Linie van de Oranjepolder -
Looperskapelle -
Molen Luteyn (Nieuwvliet) -
Molen Luteyn (Sasput)

## M

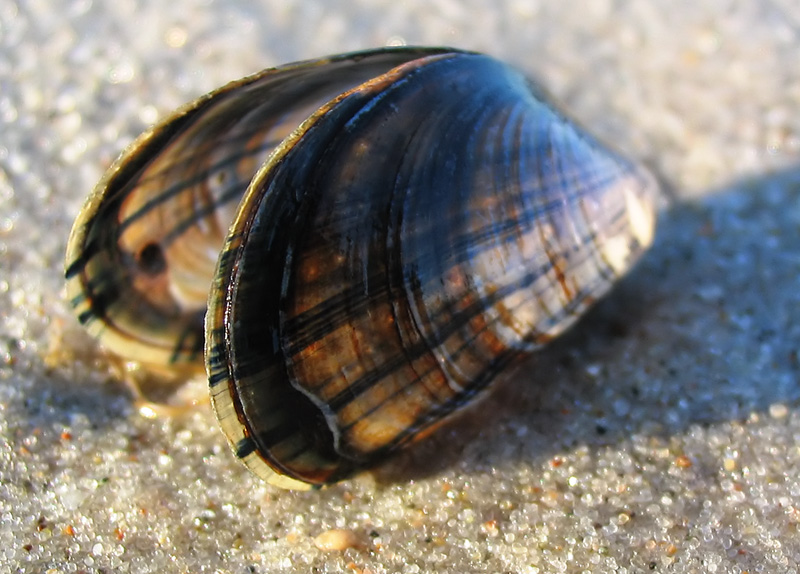
mossel

Maagd van Gent -
Maaidijk -
Maarlandpolder -
Magrette -
Maire (Zeeland) -
Mannee -
Marathon Zeeland -
Mariakerk (Aardenburg) -
Mariapolder (Wissenkerke) -
Marie Tak van Poortvliet Museum -
Mariekerke (Nederland) -
Mariekerke (Veere) -
Markiezaatskade -
Markiezaatsmeer -
Marollenput -
Mastgat -
Mauritsfort -
Maximaal TV -
Meekrap -
De Meermin -
Meetje -
Meliskerke -
Meliskerkse Molen -
Middelburg (Zeeland) -
Middelburg (gemeente) -
Burgemeesters van Middelburg -
Middenschouwen -
Mini Mundi -
Moershoofde -
Molentje -
Mollekot -
Monden van de Schelde -
Monnikendijk -
Monster (Zeeland) -
Moriaanshoofd -
mossel -
Mosseldag - 
Mosselplaat -
De Muis -
De Munte -
Muraltmuur -
De Mythe

## N
Frans Naerebout -
Nationaal Park Oosterschelde -
Neeltje Jans -
Nehalennia -
Nieuw-Namen -
Nieuw-Noord-Bevelandpolder -
Nieuw- en Sint Joosland -
Nieuwdorp -
Nieuwe Kerk (Middelburg) -
Nieuwe Kerk (Zierikzee) -
Nieuwe Molen -
Nieuwe Sloelijn -
Nieuwerkerk -
Nieuwerkerke (Schouwen-Duiveland) -
Nieuwerkerke (Sluis) -
Nieuwerkerkse Molen -
Nieuwerkerkse Kreek -
Nieuwesluis -
Nieuwland -
Nieuwlande -
Nieuwlandse Molen -
Nieuwvliet -
Nieuwvliet-Bad -
Molen van Nieuwvliet -
Nieuwvliet-Bad -
De Nijverheid -
Nisse -
Nobelpoort -
Nolet Het Reymerswale - 
Nolle -
Nooit Gedacht (Cadzand) -
Nooit Gedacht (Colijnsplaat) -
Nooit Gedacht (Eindewege) -
Nooitgedacht (Arnemuiden) -
Noord-Beveland -
Noordeinde -
Noorderbegraafplaats (Vlissingen) - 
Noordgouwe -
Noordhavenpoort -
Noordwelle -
Noordzee -
De Noorman -
Nummer Eén

## O
Oesterdam -
Olieschans -
Omroep Zeeland -
De Onderneming -
Onrustpolder -
Ons Genoegen -
Oost-Zeeuws-Vlaanderen - 
Oost- en West-Souburg -
Oost-Souburg -
Oost-Vlaams - 
Oostburg (plaats) -
Oostburg (gemeente) -
Oostburgsche Brug -
Oostdijk -
Oosterland -
Oosterlandse Molen -
Oosterschelde -
Oosterscheldekering -
Oosterscheldemuseum - 
Oosterscheldepad -
Oosterschenge -
Oostkapelle -
Oostkerk (Middelburg) -
Oranjemolen -
Oranjezon -
Orisant -
Ossenisse -
Ostrea Lyceum -
Othene -
Otheensche Kreek -
Oud-Kortgenepolder -
Oud- en Nieuw-Noord Bevelandpolder -
Oud-Noord-Bevelandpolder -
Oud-Sabbinge -
Oud Sluis -
Oud-Terneuzen -
Oud-Vossemeer -
Oude Haven (Zierikzee) -
De Oude Molen (Colijnsplaat) -
De Oude Molen (Kruiningen) -
Oude Molen (Terneuzen) -
Oude Polder -
Oude Sloelijn -
Oude watertoren (Oostburg) -
Oudeland -
Oudelande -
Oudelandse Polder - 
Oudemenne -
Ouwerkerk -
Overslag -
Ovezande

## P
Paal -
Paradijs -
Partij voor Zeeland -
De Pas -
Passageule -
Passageule-Linie -
Passluis -
Pauluspolder -
De Pere -
Perkpolder -
Philippine -
Philipsdam -
De Piet -
Plakkebord -
Planketent -
Plankendorp -
De Plate -
Plompe Toren -
De Poel -
De Poel (Nisse) -
Poelberg -
Poelbos (Goes) -
Ponte -
Ponte-Avancé -
Poonhaven -
Poortvliet -
Poppekerke -
Poppendamme -
Port Zélande -
Prosperdorp -
Provinciale Stoombootdiensten in Zeeland -
Provinciale weg 62 -
Provinciale weg 251 -
Provinciale weg 252 -
Provinciale weg 253 -
Provinciale weg 254 -
Provinciale weg 255 -
Provinciale weg 256 -
Provinciale weg 257 -
Provinciale weg 258 -
Provinciale weg 286 -
Provinciale weg 287 -
Provinciale weg 288 -
Provinciale weg 289 -
Provinciale weg 290 -
Provinciale weg 651 -
Provinciale weg 652 -
Provinciale weg 653 -
Provinciale weg 654 -
Provinciale weg 655 -
Provinciale weg 656 -
Provinciale weg 657 -
Provinciale weg 658 -
Provinciale weg 659 -
Provinciale weg 660 -
Provinciale weg 661 -
Provinciale weg 662 -
Provinciale weg 663 -
Provinciale weg 664 -
Provinciale weg 665 -
Provinciale weg 666 -
Provinciale weg 667 -
Provinciale weg 668 -
Provinciale weg 669 -
Provinciale weg 670 -
Provinciale weg 671 -
Provinciale weg 673 -
Provinciale weg 674 -
Provinciale weg 675 -
Provinciale weg 676 -
Provinciale weg 682 -
Provinciale weg 683 -
Provinciale weg 686 -
Provinciale weg 689 -
Provinciale weg 690 -
Provinciale Zeeuwse Courant -
Pure C - 
Pyramide

## R

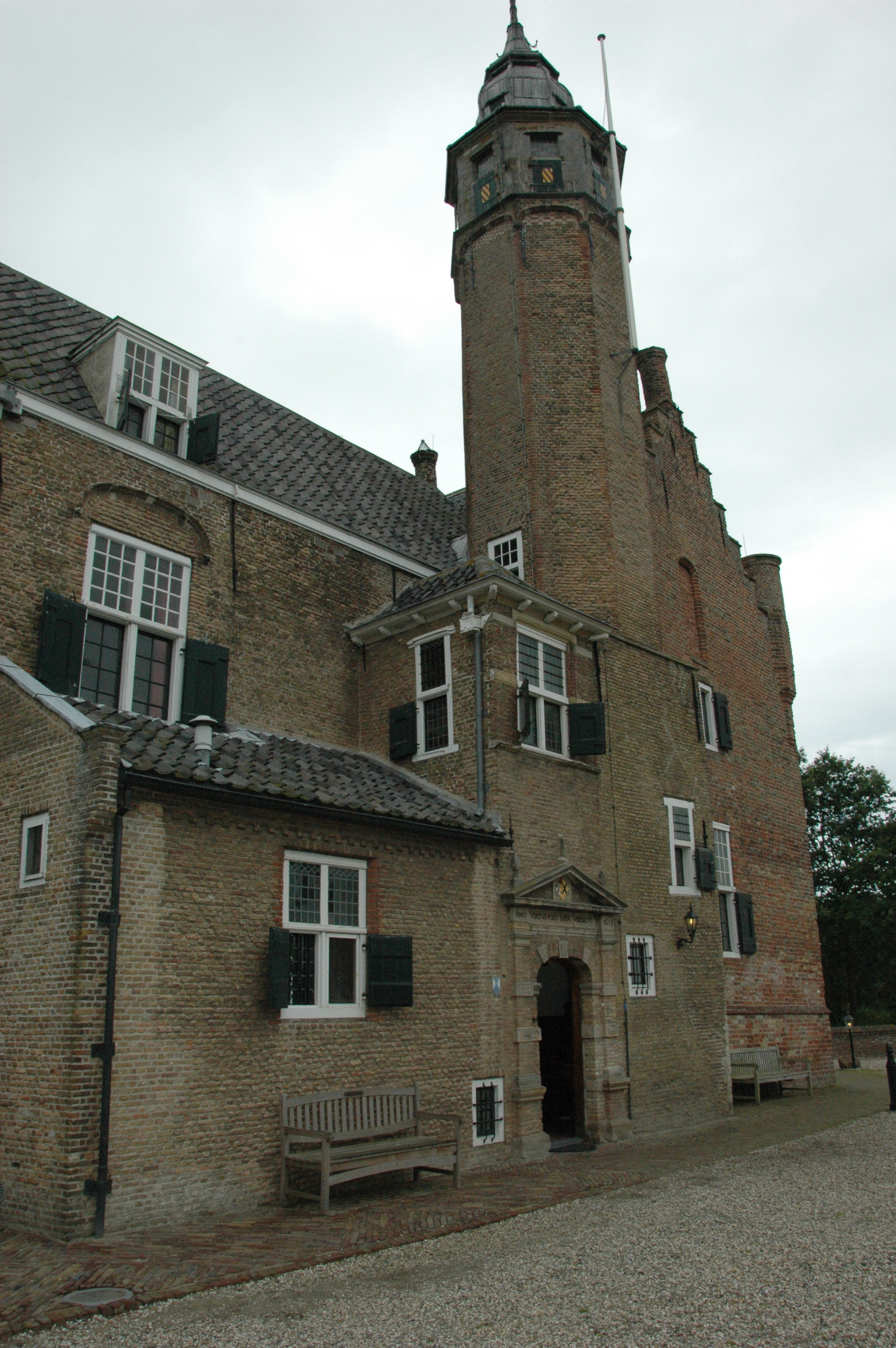
Slot Moermond te Renesse

Jan Raas -
Racoon -
De Ratte -
Reimerswaal (gemeente) -
Reimerswaal (historische stad) -
Renesse -
Retranchement -
Retranchementse Molen -
Reuzenhoek -
Categorie:Rijksmonument in Zeeland - 
Rijksweg 57 -
Rijksweg 58 -
Rijksweg 59 -
Rijksweg 60 -
Rijksweg 61 -
Rilland -
Rilland-Bath -
Ringweg Bruinisse -
Rippolder -
Molen van Risseeuw -
Ritthem -
Ronde van Midden-Zeeland -
Ronduit -
Roodenhoek -
Roodesluis -
Roodewijk -
Roompot (vaargeul) -
Roosevelt Academy -
De Rozeboom -
Michiel de Ruyter

## S
Saeftingher Slot -
Sas van Gent -
Sasput -
Schapenbout -
Scharendijke -
Schelde-Rijnkanaal -
Scheldekwartier -
Schellach -
Schelphoek (Schouwen-Duiveland) -
Schelphoek (Zuid-Beveland) -
Schenge -
Scherpbier -
Scherpenisse -
Schoondijke -
Schore -
Schouwen -
Schouwen-Duiveland -
Schuddebeurs (Schouwen-Duiveland) -
Schuitvlot -
De Seismolen -
Serooskerke (Schouwen-Duiveland) -
Serooskerke (Veere) -
Sincfal -
Sinoutskerke -
Sint-Aagthenvloed -
Sint-Adriaanskerk -
Sint Andries -
Sint Anna ter Muiden -
Sint-Annaland -
Sint-Blasiuskerk (Heinkenszand) -
Sint-Bavokerk (Aardenburg) -
Sint-Bonifatiuskerk (Kwadendamme) -
Sint-Elisabethsvloed (1421) -
Sint-Felixvloed (1530) -
Sint-Jan ten Heere -
Sint Jansteen -
Sint Kruis -
Sint Laurens -
Sint-Lievensmonstertoren -
Sint-Luciavloed (1287) -
Sint-Maartensdijk -
Sint-Maartenskerk (Sint-Maartensdijk) -
Sint Philipsland (eiland) -
Sint Philipsland (dorp) -
Sint-Willibrordusbasiliek -
Sirjansland -
Slag bij Sluis (1340) -
Slag bij Sluis (1603) -
Slag bij Zierikzee -
Slijkplaat -
Slikkenburg -
Sloe -
Sloedam -
Sloehaven -
Slot Haamstede -
Slot Moermond -
Sluis (gemeente) -
Sluis (voormalige gemeente) -
Sluis (stad) -
Sluis-Aardenburg -
Sluiskil -
Smalstad -
Smedekensbrugge -
Societé Anonyme des Tramways à vapeur Flessingue-Middelbourg et extensions -
Soelekerkepolder -
't Soepuus -
Sophiapolder (Noord-Beveland) -
Spieringpolder -
Spoorlijn 54 Mechelen - Terneuzen -
Spoorlijn 55 Gent - Terneuzen -
Spoorlijn 's-Heer Arendskerke - Vlissingen Sloehaven (Oude Sloelijn) -
Spoorlijn Lewedorp - Vlissingen Sloehaven (Nieuwe Sloelijn) -
Spoorlijn Roosendaal - Vlissingen (Staatslijn F) -
Spoorweg-Maatschappij Zuid-Beveland -
Spoorwegstations -
Spui -
St. Willibrordcollege -
Staats-Spaanse Linies -
Stadhuis van Domburg -
Stadhuis van Goes -
Stadhuis van Middelburg -
Stadhuis van Veere -
Stads- en streekvervoer in Zeeland - 
Stadsmolen (Axel) -
De Stadsmolen -
Stadspolder -
Stadspolder c.a. -
Standerdmolen Kloosterzande -
Standerdmolen Sint Annaland -
Station Arnemuiden -
Station Axel -
Station Goes -
Station Hulst -
Station Kapelle-Biezelinge -
Station Kijkuit -
Station Krabbendijke -
Station Middelburg -
Station Philippine -
Station Rilland-Bath -
Station Sas van Gent -
Station Sluiskil -
Station Terneuzen -
Station Vlissingen -
Station Vlissingen Stad -
Station Vlissingen Souburg -
Stavenisse -
Steenhoven -
Steenovens -
De Sterre -
Stoomtrein Goes - Borsele -
Stoomtram-Maatschappij Breskens - Maldeghem -
Stoomtram Walcheren -
Stoomtramweg-Maatschappij Antwerpen - Bergen op Zoom - Tholen -
Stoppeldijk -
Stoppeldijkveer -
Stormvloed van 1682 -
Straô -
Striene -
Stroodorp -
Stroodorpe -
Stroopuit -
Stuivezand (historisch) -
Surrender

## T
Tabel van gemeenten in Zeeland - 
Tasdijk -
Terhofstede -
Terhole -
Ter-Moere -
Terneuzen (gemeente) -
Terneuzen (stad) -
Terra Maris -
Tervaten -
Tholen (eiland) -
Tholen (gemeente) -
Tholen (stad) -
Thoornpolder -
De Tol -
Toniobosje -
Torenberg (Zaamslag) -
Tragel (buurtschap) -
Tragel (Sluis) -
La Trinité (restaurant) - 
Turkeye

## V
Vaartwijk -
Val (Terneuzen) -
Valkenisse (Walcheren) -
Valkenisse (Zuid-Beveland) -
Varempé -
Veere (gemeente) -
Veere (stad) -
Veerse Gat -
Veerse Gatdam -
Veerse Meer -
Veiligheidsregio Zeeland -
Veldzicht -
Veolia Transport Fast Ferries -
Verdronken dorpen in Zeeland -
Verdronken Land van Saeftinghe -
Verdronken Land van Zuid-Beveland -
Verdronken Zwarte Polder -
Verzorgingsplaats Vliedberg -
Verzorgingsplaats Voetpomp -
Vier Ambachten - 
De Vier Winden -
De Vijf Gebroeders -
Visser Blommaert en de Ossaert - 
Vlag van Schouwen-Duiveland -
Vlag van Zeeland (provincie) -
Vlaketunnel -
Vliedberg -
Vliegveld Haamstede -
Vliegveld Midden-Zeeland -
Vlietepolder -
Vlindertuin Berkenhof -
Vlissingen -
VC Vlissingen -
Vlissingen-Oost -
Vogelwaarde -
Vogelzicht -
Volkerak -
Volkerakdam -
Volkeraksluizen -
Theo Voorzaat -
Vrije van Sluis (bestuur) -
Vrije van Sluis (waterschap) -
Vrouwenpolder -
Vuilpan -
Vuurtoren van Breskens

## W
Waanskinderen -
Waarde -
Walcheren -
Walcherenexpeditie -
Walchers -
Walcherse klederdracht - 
Walsoorden -
Wandelroute E9 -
Wapen van Goes -
Wapen van Schouwen-Duiveland -
Wapen van Zeeland -
Hans Warren -
Waterdunen -
Waterhuis -
Waterkering Jonkvrouw Annapolder -

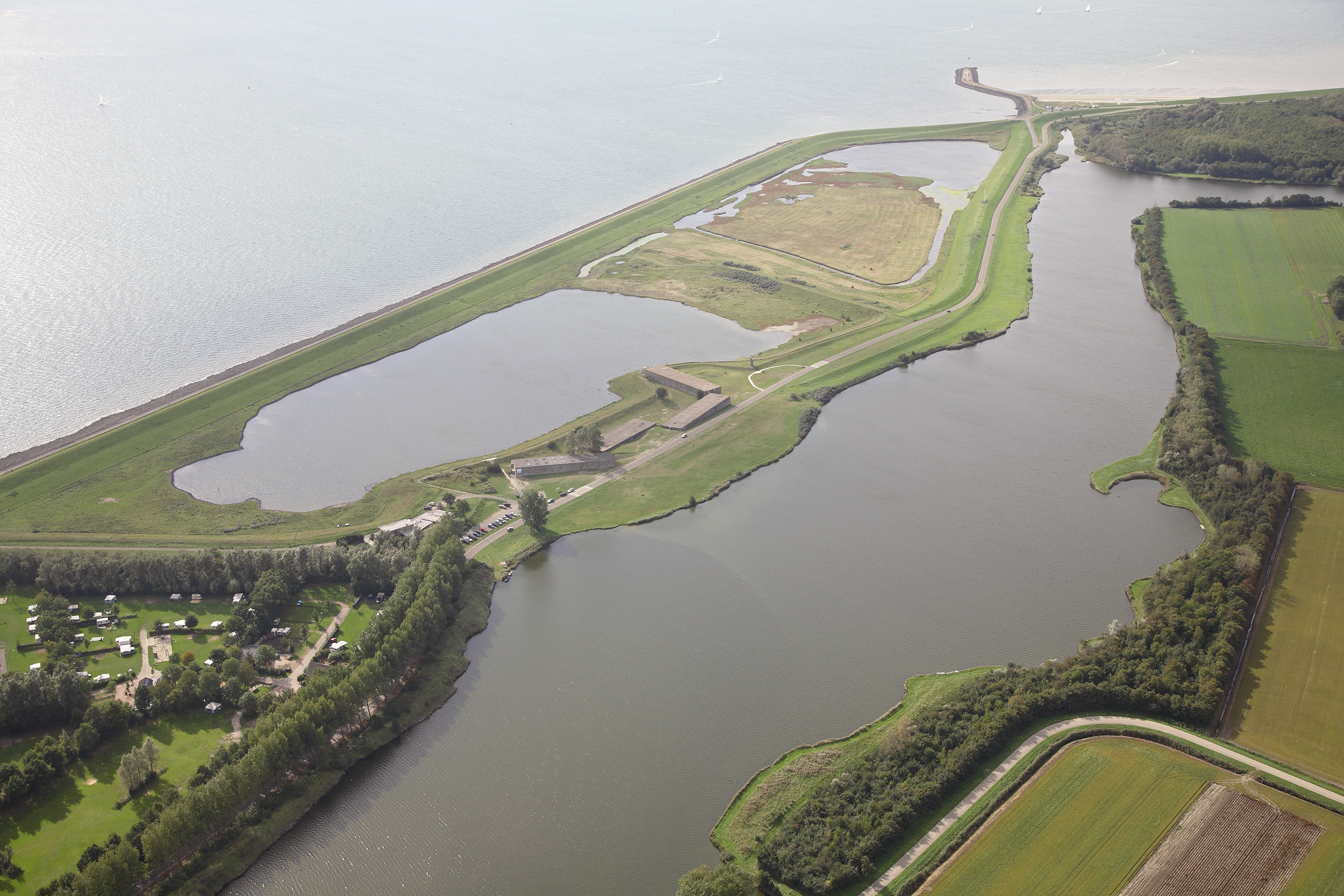
Watersnoodmuseum

Waterkering Leendert Abrahampolder -
Waterkering Onrustpolder, Jacobapolder en Anna-Frisopolder -
Waterkering van de calamiteuze Anna Frisopolder -
Waterkering Vlietepolder -
Waterlandkerkje -
Waterschap Noord- en Zuid-Beveland -
Waterschap Noord-Beveland -
Waterschap Zeeuwse Eilanden -
Watersnoodramp van 1953 -
Watersnoodmuseum -
Watertoren (Axel) -
Watertoren (Borssele) -
Watertoren (Domburg) -
Watertoren (Goes 's Gravenpolderseweg) -
Watertoren (Haamstede) -
Watertoren (Middelburg) -
Watertoren (Oost-Souburg) -
Nieuwe watertoren (Oostburg) -
Watertoren (Scherpenisse) -
Watertoren (Sint Philipsland) -
Watertoren (Terneuzen) -
Watertoren (Vlissingen) -
Watertoren (Zierikzee) -
Weltevreden -
't Welvaaren van Grijpskerke -
Wemeldinge -
West-Zeeuws-Vlaanderen - 
West-Souburg -
Westdorpe -
Westeindse Weel -
Westenschouwen -
Westerlichttoren -
Westerschelde -
Westerscheldetunnel -
Westerschenge -
Westerschouwen -
Westhoek (Schouwen-Duiveland) -
Westkapelle -
Westkapelle Hoog -
Westkapelle Laag -
Westkappelse Zeedijk -
Westkerke -
Westpolder (Kortgene) -
Wielingen -
Wilhelminadorp -
Willem-Adriaanpolder -
Willem-Leopoldpolder -
Willempolder (Noord-Beveland) -
Willempolder c.a. -
Windlust (Brouwershaven) -
Windlust (Hoek) -
Wissekerke -
Wissekerkepolder -
Wissenkerke -
De Witte Juffer -
De Witte Molen -
Wolphaartsdijk -
Wulpen -
Wulpenbek

## X
XFM

## Y
Yerseke -
Yerseke Moer

## Z
Zaamslag -
Zaamslagveer -
Zak van Zuid-Beveland -
Het Zand -
Zandberg -
Zandkreekdam -
Zandplaat -
Zandstraat -
Zeeland -
Zeelandbrug -
Zeelandhallen -
De zeemeermin van Westenschouwen -
Zeeuws -
Zeeuws Maritiem muZEEum -
Zeeuws mes - 
Zeeuws Museum -
Zeeuws spek -
Zeeuws-Vlaams - 

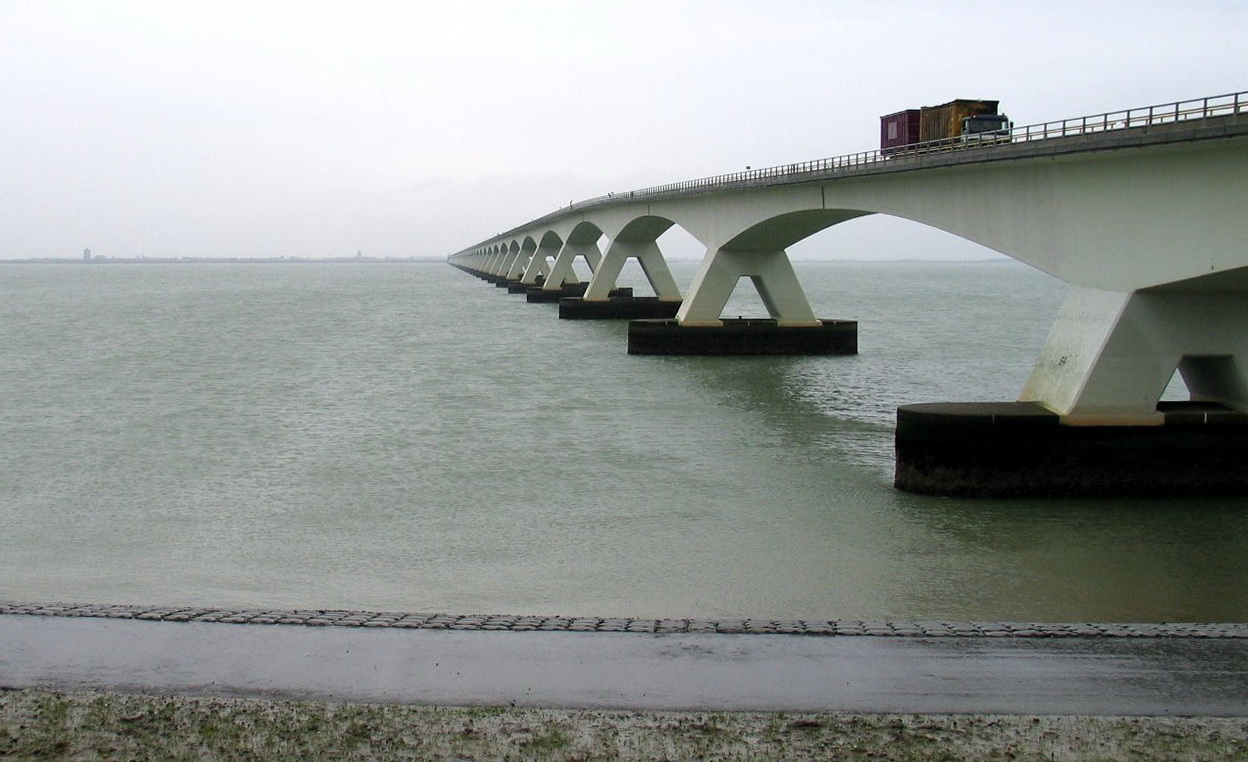
Zeelandbrug

Zeeuwsch-Vlaamsche Tramweg-Maatschappij -
Zeeuws-Vlaanderen -
Zeeuws-Vlaanderen (waterschap) -
Zeeuws volkslied -
Zeeuwse Bibliotheek -
Zeeuwse Boekenprijs - 
Zeeuwse bolus -
Het Zeeuwse Landschap -
Zeeuwse Schaakbond -
Zeeuwse schuur -
Zeeuwse wateren -
Zeelandbrug -
Zelandia Illustrata - 
Zierikzee -
Zijdemuseum -
Zijpe (water) -
Zijpe (Zeeland) -
ZLM Tour -
Zonnemaire -
Zoommeer -
Zoutelande -
Zoutelandse Molen -
Zuid-Beveland -
Zuid-Bevelands -
Zuiddorpe -
Zuidhavenpoort -
Zuidzande -
Zuidzandse Molen -
Zwaakse Weel -
De Zwaan -
Zwake -
Zwartenhoek -
Zwin -
Het Zwindorp
Drenthe van A tot Z · Flevoland van A tot Z · Friesland van A tot Z · Gelderland van A tot Z · Groningen  van A tot Z · Limburg (Nederland) van A tot Z · Noord-Brabant van A tot Z · Noord-Holland van A tot Z · Overijssel van A tot Z · Utrecht van A tot Z · Zeeland van A tot Z · Zuid-Holland van A tot Z

Nederland · provincies